# Victor Moritz Goldschmidt
Victor Moritz Goldschmidt (Zurigo, 27 gennaio 1888 – Oslo, 20 marzo 1947) è stato un chimico norvegese considerato, insieme a Vladimir Ivanovič Vernadskij, il fondatore della moderna geochimica e della chimica dei cristalli.
Il suo nome è legato a una classificazione degli elementi chimici che rende conto della diversa distribuzione terrestre di questi e delle relative forme in cui vengono comunemente rinvenuti, classificazione nota appunto come classificazione Goldschmidt.

## Biografia

### Primi anni di vita e formazione
Goldschmidt nacque a Zurigo (Svizzera), il 27 gennaio 1888. Suo padre, Heinrich Jacob Goldschmidt, (1857-1937) era un chimico fisico presso l'Eidgenössisches Polytechnikum e sua madre, Amelie Koehne (1864-1929), era la figlia di un commerciante di legname. Lo chiamarono Viktor in onore di un collega di Heinrich, Victor Meyer. La famiglia di suo padre era ebrea almeno dal 1600 ed era per lo più altamente istruita, con rabbini, giudici, avvocati e ufficiali militari tra i loro membri. Con il progredire della carriera del padre, la famiglia si trasferì prima ad Amsterdam nel 1893, a Heidelberg nel 1896 e infine a Kristiania (oggi conosciuta come Oslo), in Norvegia nel 1901, dove assunse la cattedra di chimica fisica all'università. La famiglia divenne cittadina norvegese nel 1905.
Goldschmidt entrò all'Università di Kristiania (in seguito Università di Oslo) nel 1906 e studiò chimica inorganica e fisica, geologia, mineralogia, fisica, matematica, zoologia e botanica. Nel 1909 all'età di 21 anni ottenne una borsa di studio per i suoi studi di dottorato dall'università. Lavorò alla sua tesi con il noto geologo Waldemar Christofer Brøgger e ottenne il diploma di dottore all'età di 23 anni nel 1911. Per la sua dissertazione intitolata Die Kontaktmetamorphose im Kristianiagebiet ("Il metamorfismo di contatto nella regione di Kristiania"), l'Accademia norvegese delle scienze gli assegnò il premio "Fridtjof Nansen" nel 1912. Lo stesso anno fu nominato docente di mineralogia e petrografia presso l'università.

### Carriera
Nel 1914 Goldschmidt fece domanda per una cattedra a Stoccolma, che gli fu data. Per invogliarlo a restare, l'Università di Kristiania convinse il governo a istituire un istituto mineralogico con una cattedra per lui. Nel 1929 Goldschmidt fu nominato titolare della cattedra di mineralogia a Gottinga e assunse Reinhold Mannkopff e Fritz Laves come suoi assistenti. Tuttavia, dopo l'ascesa al potere dei nazisti, divenne scontento del trattamento dei non-ariani come lui (anche se l'università non lo discriminava) e si dimise nel 1935 e tornò a Oslo. Nel 1937 fu invitato dalla Royal Society of Chemistry a tenere la conferenza del premio Hugo Müller.
Il 9 aprile 1940 i tedeschi invasero la Norvegia. Il 26 ottobre 1942 Goldschmidt fu arrestato per ordine degli occupanti tedeschi nell'ambito della persecuzione degli ebrei in Norvegia durante la seconda guerra mondiale. Portato nel campo di concentramento di Berg, si ammalò gravemente e dopo un soggiorno in un ospedale vicino a Oslo, fu rilasciato l'8 novembre, per poi essere nuovamente arrestato il 25 novembre. Tuttavia, poiché si trovava sul molo e stava per essere deportato ad Auschwitz, fu liberato perché alcuni colleghi avevano persuaso il capo della polizia che la sua competenza scientifica era essenziale per lo Stato. Goldschmidt fuggì presto in Svezia.
Goldschmidt fu trasportato in Inghilterra il 3 marzo 1943 da un'unità di intelligence britannica e fornì informazioni sugli sviluppi tecnici in Norvegia. Dopo un breve periodo di incertezza sul suo futuro status, fu assegnato al "Macaulay Institute for Soil Research" (presso Aberdeen) dell'Agricultural Research Council. Ha partecipato a discussioni sull'uso tedesco delle materie prime e sulla produzione di acqua pesante. Ha partecipato a riunioni aperte a Cambridge, Manchester, Sheffield, Edimburgo e Aberdeen e ha tenuto conferenze presso la British Coal Utilisation Research Association sulla presenza di elementi rari nelle ceneri di carbone. I suoi soci e contatti professionali britannici includevano Leonard Hawkes (al tempo direttore del Bedford College di Londra), Cecil Edgar Tilley (membro della Royal Society di Londra), William Henry Bragg, John Desmond Bernal, William Gammie Ogg (allora direttore del Rothamsted Experimental Station).
Goldschmidt si trasferì da Aberdeen a Rothamsted, dove era popolare e soprannominato "Goldie". Tuttavia, volle tornare a Oslo – non ben accetto da tutti i norvegesi – e vi tornò il 26 giugno 1946, ma morì poco dopo, all'età di 59 anni.

## Lavoro scientifico
Per la sua tesi, Goldschmidt studiò il graben di Oslo, una valle formata dallo spostamento verso il basso di un blocco di terra lungo faglie su ciascun lato. La regione era stata recentemente mappata da Brøgger. Nel Permiano, i magmi si infiltrarono nelle rocce più antiche, riscaldando la roccia circostante. Ciò ha portato a cambiamenti mineralogici noti come metamorfismo di contatto, risultando in una classe di rocce a grana fine note come cornubianiti o hornfels. Goldschmidt fece uno studio sistematico degli hornfels e dimostrò che per i minerali che si trovavano negli hornfels, si verificavano solo alcune associazioni. Ad esempio, l'andalusite potrebbe essere associata alla cordierite, ma mai all'iperstene.

Diagramma di fase di Al_{2}SiO_{5}

Dai suoi dati sugli hornfels, Goldschmidt dedusse una regola di fase mineralogica. È un caso speciale della regola delle fasi di Gibbs per le fasi in equilibrio termodinamico tra loro, che afferma che:
{\displaystyle C-P=F-2}
dove:
- {\displaystyle C} è il numero minimo di componenti
- {\displaystyle P} è il numero di fasi
- {\displaystyle F} è il numero di gradi di libertà (ad esempio, temperatura e pressione) che possono variare senza cambiare {\displaystyle C} oppure {\displaystyle P}.

Ad esempio, il composto chimico Al2SiO5 può essere presente in natura sotto forma di tre diversi minerali: andalusite, cianite e sillimanite (tutti polimorfi). C'è un singolo componente {\displaystyle (C=1)}, quindi se tutti e tre i minerali coesistono {\displaystyle (P=3)}, allora {\displaystyle F=0}. Cioè, non ci sono gradi di libertà, quindi c'è solo una possibile combinazione di pressione e temperatura: questo corrisponde al punto triplo nel diagramma di fase.
Se la stessa associazione minerale si trova in diverse rocce in una certa regione, deve essersi cristallizzata in un intervallo di temperature e pressioni. In tal caso, {\displaystyle F} deve essere stato almeno 2, quindi:
{\displaystyle C\geq P.}
Questo esprime la regola delle fasi mineralogiche di Goldschmidt: il numero di fasi non è maggiore del numero di componenti.
All'inizio del XX secolo, Max von Laue e William L. Bragg dimostrarono che la diffrazione dei raggi X poteva essere utilizzata per determinare le strutture dei cristalli. Negli anni '20 e '30, Goldschmidt e colleghi applicarono questi metodi a molti minerali comuni e formularono una serie di regole per il modo in cui gli elementi sono raggruppati. Goldschmidt pubblicò questo lavoro nella serie Geochemische Verteilungsgesetze der Elemente ("Leggi geochimiche della distribuzione degli elementi").

## Onorificenze
Sono stati intitolati in suo onore: 
- il Goldschmidt Cirque, un circo glaciale che si trova nella parte orientale dei Monti Read, che fanno parte della Catena di Shackleton, nella Terra di Coats in Antartide
- la goldschmidtite, minerale che lui dimostrò essere una perovskite.[1]